# Filler (medicina)
In medicina estetica i filler sono materiali che vengono iniettati con ago o con ago-cannula nel derma o nel tessuto sottocutaneo allo scopo di riempire una depressione o di aumentare i volumi.

## Tipologie
Possono essere transitori, quando il loro effetto cosmetico-clinico cessa dopo qualche tempo, e permanenti, quando rimangono, ove iniettati, per tutta la vita.

### Filler transitori
Tra i più utilizzati vi sono l'acido ialuronico, che è uno zucchero presente in tutte le specie animali e che non richiede alcun test prima dell'inoculazione ed il collagene, ambedue considerati filler transitori somministrati con ago o ago-cannula con tecnica lineare retrograda o tecnica tft.

### Filler permanenti
Tra i permanenti il più adoperato è la poli-alchil-immide. Esistono anche filler detti parzialmente permanenti perché a lentissimo riassorbimento (idrossiapatite di calcio). È importante segnalare che nessun filler permanente ha ad oggi ottenuto l'approvazione della FDA e in Italia non sono autorizzati. In Europa è attivo dal maggio 2022 il nuovo regolamento per la diffusione di dispositivi medici e sul portale MDR si possono vedere tutti i prodotti autorizzati alla vendita e tracciabili. La somministrazione di filler in Italia, come in molti altri stati europei è di competenza del medico chirurgo e del medico odontoiatra (nel terzo inferiore fino al giugno 2023). Con la riforma della legge 409/85 è stato concesso al medico odontoiatra di erogare trattamenti di medicina estetica nell'intero volto.